# Samuel D. Ingham
Samuel Delucenna Ingham, né le 16 septembre 1779 à New Hope dans l'État de Pennsylvanie aux États-Unis, et mort le 5 juin 1860 à Trenton dans l'État du New Jersey, était le 9e secrétaire du Trésor des États-Unis du 6 mars 1829 au 20 juin 1831.